# Skalar (priimek)
Skalar je priimek več znanih Slovencev:
- Adam Skalar (17. stoletje), rimskokatoliški duhovnik, nabožni pisatelj in prevajalec
- Boštjan Skalar, predsednik Grozda obrambne industrije Slovenije (GOIS)
- Darka Skalar (*1954), glasbena pedagoginja
- Gašper Skalar, arhitekt, urbanist
- Judita Skalar (1941 - 2025), grafična oblikovalka
- Maksimilijan Skalar (1908 - 1997) violinist, glasbeni pedagog in izdelovalec violin (goslar)
- Marija Skalar (1934 - 2016), psihologinja in pedagoginja
- Monika Skalar (*1958), violinistka in pedagoginja, koncertna mojstrica
- Peter Skalar (*1941), arhitekt in grafični oblikovalec, prof. ALUO
- Sabina Skalar (por. Jovanović) (*1934), violinistka
- Simon Skalar, glasbenik, skladatelj
- Vinko Skalar (1932 - 2017), psiholog in pedagog, univ. profesor (PEF UL)
- Manca Skalar Demšar (*1994), glasbena pedagoginja, klarinetistka in dirigentka